# Red Bull Paranauê de 2017

O Red Bull Paranauê de 2017 foi a primeira edição do Red Bull Paranauê, que é considerado o campeonato mundial de capoeira.
A final da competição ocorreu no dia 28 de janeiro de 2017, no Farol da Barra, em Salvador-BA. Os competidores tiveram que mostrar suas habilidades em três dos principais segmentos da capoeira: Angola, Regional e Contemporânea. Assim, para definir o campeão, o evento teve três toques da capoeira, cada um representando um estilo específico: Toque Jogo de Dentro (Angola), Toque de Iúna (Regional) e Toque São Bento Grande Regional (Contemporânea).
A disputa ocorreu da seguinte forma: Dois capoeiristas se reunem no centro e sorteam dois toques para serem jogados, com 40 segundos para cada um dos toques. Seis mestres serão os juízes, definindo, entre os dois participantes de cada jogo, quem jogou melhor, que será considerado o vencedor desta disputa.

## Seletivas
| Seletiva                                        | Data       | Local Disputa                                     | Vagas |
| ----------------------------------------------- | ---------- | ------------------------------------------------- | ----- |
| Rio de Janeiro                                  | 12/01/2017 | Em frente aos Arcos da Lapa (Aqueduto da Carioca) | 2     |
| São Paulo                                       | 13/01/2017 | Red Bull Station - Praça da Bandeira, Centro      | 2     |
| Salvador                                        | 26/01/2017 | Praça atrás do Projeto Mandinga - Pelourinho      | 7     |
| Seletiva Mundo (Capoeiristas de Fora do Brasil) | 26/01/2017 | Praça atrás do Projeto Mandinga - Pelourinho      | 4     |

## Jurados
- Mestre Nenel: Representando a Capoeira Regional
- Mestre Itapuã: Representando a Capoeira Regional
- Mestre Jogo de Dentro: Representando a Capoeira Angola
- Mestre Virgílio: Representando a Capoeira Angola
- Mestre Paulinho Sabiá: Representando a Capoeira Contemporânea
- Mestre Capixaba: Representando a Capoeira Contemporânea

## Finalistas
- Fonte:RedBull[3]

Foram escolhidos 16 capoeiristas para a grande final. Entre eles, apenas 1 mulher: Débora Santos, que também era a finalista mais jovem (23 anos). 
- Alisson Vieira “Máscara” (de São Paulo)
- Lucas Ferreira “Ratto” (de Itapuã)
- Kleber Santos “Kbeção” (de Salvador)
- Roberto Campos “Roliço” (do Amapá)
- Marcus Vinícius “Anum” (de Salvador)
- Débora Santos de Almeida “Perolla” (de Salvador)
- Nahuel Mingote “Guaxinim do Mar” (de Salvador)
- Stenio Almeida “Aranha” (brasileiro que mora nos Estados Unidos há 14 anos)
- Diop Baidy “Caribu” (da Bélgica)
- Antônio da Silva “Black” (de Paulo Afonso, mora na França)
- Eduardo Nunes “Africano” (de Salvador, mora na Espanha)
- Joseph Augusto (de São Paulo)
- Arthur Santos Dias da Cruz (de São Paulo)
- Anderson Cavalcante (do Rio de Janeiro)
- Antônio Ricardo Ribeiro (do Rio de Janeiro)
- Chipa (classificado pela seletiva em Barcelona, brasileiro que mora nos EUA)

### Campeão
Na final, o baiano Lucas Ferreira “Ratto” venceu o paulista Arthur Santos "Fiu", e tronou-se o primeiro campeão da história do Red Bull Paranauê.